# Gerda Steinhoff
Pour les articles homonymes, voir Steinhoff.
Pour un article plus général, voir Procès du Stutthof.
Gerda Steinhoff, née le 29 janvier 1922 à  Danzig-Langfuhr (polonais : Wrzeszcz) et morte le 4 juillet 1946 à Biskupia Górka, est une gardienne SS du camp de concentration du Stutthof pendant la Seconde Guerre mondiale.

## Carrière dans la SS
En 1939, Gerda Steinhoff devient cuisinière, se marie et a un enfant. En 1944, motivée par l'appel des nazis à de nouvelles vocations de gardiennes, elle rejoint le personnel du camp de concentration du Stutthof. Le 1er octobre 1944, elle devient responsable de block dans le camp de femmes du Stutthof SK-III. Là, elle prend part aux sélections de détenues à envoyer à la chambre à gaz. Le 31 octobre 1944, elle est promue au grade de SS-Oberaufseherin et nommée au sous-camp Danzig-Holm.  Le 1er décembre 1944, elle est réassignée au sous-camp de femmes Bromberg-Ost du Stutthof situé à Bydgoszcz près de Gdańsk. Là, le 25 janvier 1945, elle reçoit une décoration (la croix de fer) pour sa loyauté et ses services au Troisième Reich. Elle fait son travail « consciencieusement ». Elle est réputée comme une redoutable surveillante, une redoutable meurtrière. Peu avant la fin de la guerre, elle déserte et s'enfuit du camp, retournant chez elle.

## Après la capitulation allemande

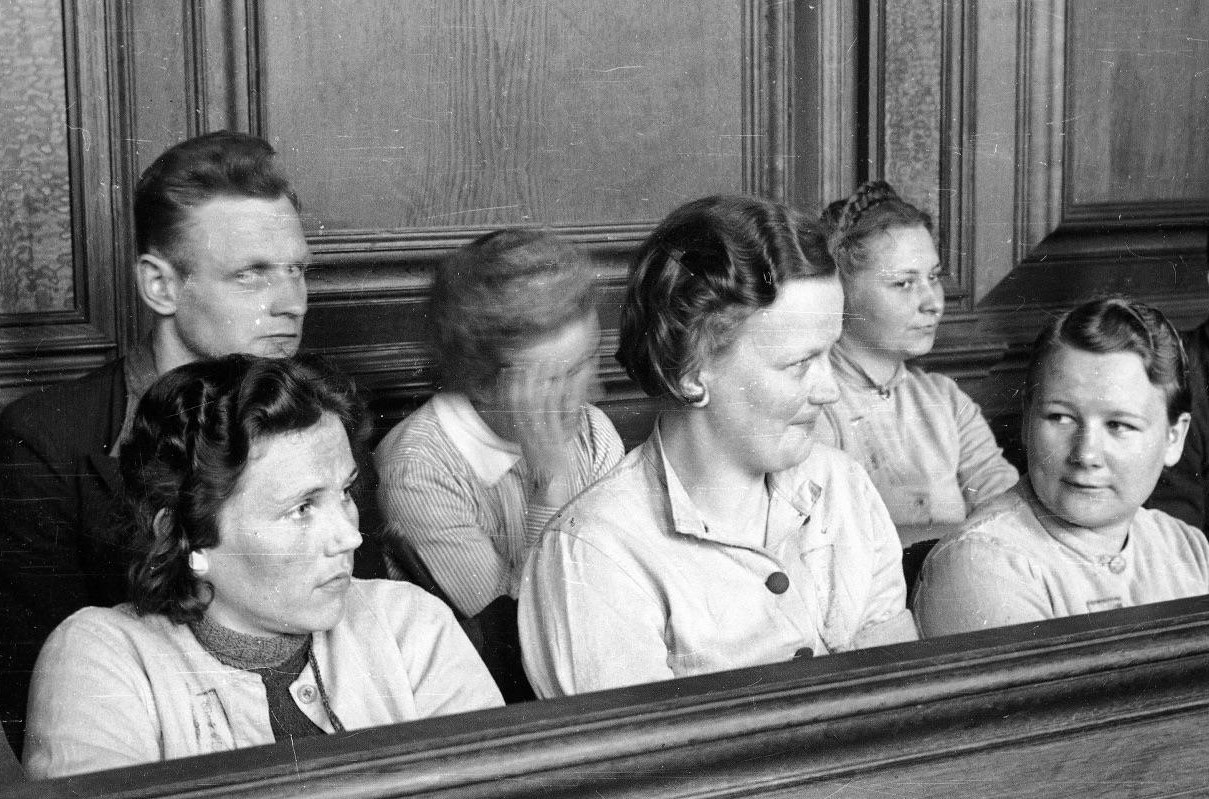
Gerda Steinhoff lors du procès des gardes du camp, au 1er rang, entre Elisabeth Becker et Wanda Klaff.

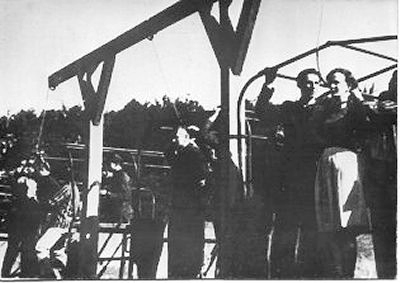
Exécutions à Biskupia Gorka : Gerda Steinhoff, cravatée, va être poussée du plateau du camion.

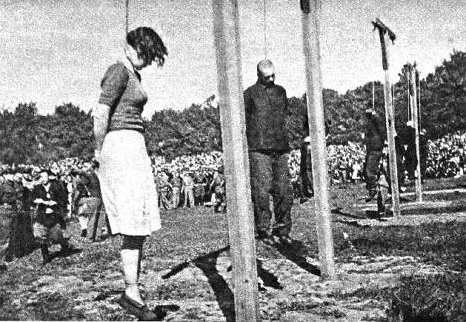
Exécutions de Biskupia Gorka : Gerda Steinhoff, Pauls et 3 kapos (de gauche à droite).

Le 25 mai 1945, elle est arrêtée par les autorités polonaises et détenue à la prison de Gdańsk. Elle comparaît au procès du Stutthof avec les autres femmes SS et les kapos. Elle est reconnue coupable et condamnée à la peine capitale pour son implication dans les sélections et dans ce qui fut qualifié de sévices et de sadisme envers les détenues.
Elle est exécutée publiquement par pendaison le 4 juillet 1946, sur la colline de Biskupia Górka, près de Gdańsk. Avec les autres condamnés, elle est amenée pieds et poings liés, assise sur un tabouret sur la plate-forme arrière d'un camion, sous la triple potence. Elle est cravatée avec un nœud coulant simple et poussée hors du plateau du camion, à côté du commandant des gardes SS  Johann Pauls (à sa droite) et de Wanda Klaff (à sa gauche). En se débattant dans son agonie, elle perd une chaussure.

## Autres accusées du camp de Stutthof
Pour un article plus général, voir Procès du Stutthof.
Dans l'ordre de leur suspension aux potences, de gauche vers le centre :
- Jenny-Wanda Barkmann, Aufseherin SS (première à être exécutée) ;
- Ewa Paradies, Aufseherin SS (dernière à être exécutée) ;
- Elisabeth Becker, Aufseherin SS ;
- Wanda Klaff, Aufseherin SS ;
- Gerda Steinhoff, Oberaufseherin SS (potence centrale, à droite du commandant) ;
- Johann Pauls, commandant des gardiens SS (sous-officier) ;
- des kapos du camp.